# Salvador Giambastiani
Salvador Giambastiani (1885-1921) fue un cineasta, fotógrafo y documentalista italiano, considerado uno de los pioneros del cine en Chile, país en el que residió hasta su muerte.

## Biografía
Presumiblemente emigró de su país natal huyendo de la Primera Guerra Mundial. Se estableció primero por un tiempo en Buenos Aires y desde allí viaja a Chile en 1915, donde contribuye al desarrollo del cine mudo de esos años enseñando técnicas avanzadas de fotografía y cinematografía a los incipientes creadores de cine chileno de la época, como el joven Alberto Santana, quien fue técnico suyo.
Montó en Santiago el laboratorio fotográfico «Estudios Giambastiani Films» y trabajó en el montaje de Santiago Antiguo, dirigida por Manuel Domínguez Cerda. Participó de las grabaciones de varios documentales y eventos de la vida social durante los seis años que residió en Chile. En 1916 filmó el largometraje La baraja de la muerte o los crímenes de la calle del Lord, considerada la primera película argumental del país. El 27 de octubre de 1917 contrajo matrimonio con Gabriela Bussenius, una de las primeras mujeres cineastas chilenas. A través de la empresa productora Chile Film Co, que Giambastiani fundó con Guillermo Bidwell y Luis Larraín, la pareja realizó en 1917 las películas El hombre de acero (dirigida por Pedro Sienna) y La agonía de Arauco. El guion y la dirección de esta última estuvieron a cargo de Bussenius, mientras que la fotografía y el montaje fueron desarrollados por Giambastiani.
En 1919 filmó el documental Recuerdos del mineral El Teniente, por encargo de la Braden Copper Company, considerado «el primer documental propiamente tal en la historia» del cine chileno, «registrando las condiciones del trabajo, las diferencias sociales y las miserias de un centro de producción». Tras la prematura muerte de Giambastiani en 1921, la obra cayó durante varias décadas en el olvido, hasta que en 1955 fue encontrado en una bodega de la empresa en Rancagua. Restaurado por los cineastas Patricio Kaulen y Andrés Martorell, que además le incorporaron una banda sonora, el material fue exhibido en el país, constituyendo un hito en la recuperación de la memoria fílmica nacional.